# Bryan Olivera
Bryan Olivera, vollständiger Name Bryan Olivera Calvo, (* 11. März 1994 in Fort Lauderdale, USA) ist ein ehemaliger uruguayischer Fußballspieler.

## Karriere
Der 1,69 Meter große Mittelfeldakteur Olivera ist der Sohn des ehemaligen Fußballspielers Washington Olivera. Er spielte in der Jugend in Uruguay für Danubio FC und Deportivo Maldonado. 2013 wechselte er zur Nachwuchsmannschaft des italienischen Erstligisten CFC Genua. Zum Jahresanfang 2014 ging Olivera nach Brasilien, wo er sich dem Fluminense FC aus Rio de Janeiro anschloss. Im Folgejahr gelang ihm hier der Sprung in den Profikader. Im August des Jahres wurde LA Galaxy für deren zweite Mannschaft bis zum Ende deren Saison ausgeliehen. Bei zehn Einsätzen in der USL traf er dort zweimal ins gegnerische Tor.
Zum Jahresbeginn 2016 kehrte er zu Fluminense zurück. Bei den Brasilianern gehörte er am 10. März zwar in der Partie der Primeira Liga do Brasil 2016 gegen den Criciúma EC dem Spieltagskader an, kam jedoch letztlich zu keinem Pflichtspieleinsatz. Bereits im April 2016 folgte eine weitere Ausleihe. Aufnehmender Klub war dieses Mal Ottawa Fury. Bei den Kanadiern absolvierte er 19 persönlich torlose Partien in der NASL und lief in drei Begegnungen (kein Tor) der Canadian Championship auf. Zur Saison 2017 kehrte Olivera zu seinem Stammklub zurück, kam in dem Jahr aber zu keinen Einsätzen.
Zur Saison 2018 wechselte Olivera dann in seine Heimat zum CA Fénix. Bereits im Jahr darauf wechselte der Spieler erneut. Er ging zum Ligakonkurrenten Liverpool Montevideo. Mit Liverpool kam er zu seinem ersten Einsatz in einem internationalen Klubwettbewerb in Südamerika. In der ersten Runde der Copa Sudamericana 2019 traf sein Klub auf den EC Bahia aus Brasilien. Beim 1:0-Erfolg im ersten Spiel auswärts, wurde er in der 72. Minute für Hernán Figueredo eingewechselt. Ein zweites folgte im Mai im Heimspiel in der zweiten Runde gegen den Caracas FC (1:0-Sieg).
Im Januar 2020 kehrte Olivera zu Fenix zurück. In dem Jahr kam er national und international regelmäßig zu Einsätzen. Dieses änderte sich zur Saison 2021. Hier spielte er nur noch selten und verließ dann im Juni den Klub. Olivera wechselte nach Mexiko, wo er beim Querétaro Fútbol Club bis Juni 2023 unterzeichnete. Bei dem Klub debütierte er in der Liga am ersten Spieltag im Heimspiel gegen den Club América am 22. Juli 2021. In der Partie stand er in der Startelf und wurde in der 73. Minute für Kevin Ramírez ausgewechselt. Am zweiten Spieltag zog er sich eine Rote Karte zu und kam erst wieder ab dem fünften zu Einsätzen, dann aber als Stammspieler. Am 16. Spieltag, am 30. Oktober, gelang ihm zuhause gegen Santos Laguna sein erstes Pflichtspieltor für den Klub. In der Partie erzielte er in der 55. Minute den 1:2-Anschlusstreffer (Endstand-2:3). Zum Anfang des Jahres 2022 kehrte Olivera auf Leihbasis in seine Heimat zurück.
Sein nächste Station wurde Peñarol Montevideo. Die Leihe wurde auf ein Jahr befristet, endete aber vorzeitig. Der Spieler war bei dem Klub über die Rolle eines Reservespielers nicht hinausgekommen. Im Juli wechselte er daraufhin zu einem seiner alten Ausbildungsvereine dem Danubio FC. Basis des Wechsels war hier auch wieder eine Leihe von Querétaro. Bereits zum Jahreswechsel ging seine Reise weiter. Er wechselte im Januar 2023 innerhalb der Liga fest zu Plaza Colonia. Nachdem er in der Hinrunde noch als Stammspieler aufgelaufen war, kam er aber September über die Rolle eines Reservespielers nicht hinaus.
Anfang 2024 wagte Olivera dann nochmal den Sprung ins Ausland. Er unterzeichnete im Februar beim griechischen
Super-League-Klub Volos NFC, um mit diesem noch in der Rückrunde der Super League 2023/24 anzutreten. Er bestritt ab dem 23. Spieltag die letzten vier Spiele der ersten Runde. In den sieben Spielen der Abstiegsrunde saß er nur noch drei Mal ohne Einsätze auf der Bank. Nach Beendigung der Meisterschaft verließ er den Klub wieder. Sein weiterer Verbleib ist unbekannt.